# 三国ヶ丘御幸通
三国ヶ丘御幸通（みくにがおかみゆきどおり）は、大阪府堺市堺区にある地名。2024年現在丁を持たない単独町名である。住居表示は未実施。

## 地理
堺区の中央部に位置する。北は北花田口町、南田出井町、東は北三国ヶ丘町、中三国ヶ丘町、南三国ヶ丘町、榎元町、南は一条通、五月町、西は南花田口町、北瓦町、中瓦町、南瓦町、新町に接する。

## 歴史

### 沿革
- 1931年（昭和6年）、堺市榎町・三国ヶ丘町の各一部より成立。
- 1935年（昭和10年）、一部が相生町1 - 3丁・尾上町1 - 3丁となる。
- 1959年（昭和34年）、一部が中瓦町1 - 2丁・北瓦町1 - 2丁・南花田口町1 - 2丁となり、同時に北新町1 - 4丁・南榎町1 - 5丁の各一部を編入[6]。
- 2006年（平成18年）、堺市が政令指定都市に移行し、行政区を設置。三国ヶ丘御幸通は堺区の所属となる。

## 世帯数と人口
2024年（令和6年）3月31日現在の世帯数と人口は以下の通りである。
| 町名           | 世帯数  | 人口    |
| -------------- | ------- | ------- |
| 三国ヶ丘御幸通 | 606世帯 | 1,342人 |

### 人口の変遷
国勢調査による人口の推移。
| 1995年（平成7年）  | 79人  | [ 7 ]  |  |
| 2000年（平成12年） | 52人  | [ 8 ]  |  |
| 2005年（平成17年） | 49人  | [ 9 ]  |  |
| 2010年（平成22年） | 626人 | [ 10 ] |  |
| 2015年（平成27年） | 798人 | [ 11 ] |  |
| 2020年（令和2年）  | 778人 | [ 12 ] |  |

### 世帯数の変遷
国勢調査による世帯数の推移。
| 1995年（平成7年）  | 41世帯  | [ 7 ]  |  |
| 2000年（平成12年） | 33世帯  | [ 8 ]  |  |
| 2005年（平成17年） | 30世帯  | [ 9 ]  |  |
| 2010年（平成22年） | 289世帯 | [ 10 ] |  |
| 2015年（平成27年） | 335世帯 | [ 11 ] |  |
| 2020年（令和2年）  | 344世帯 | [ 12 ] |  |

## 学区
市立小・中学校に通う場合、学区は以下の通りとなる。
| 町名           | 番地                            | 小学校             | 中学校             |
| -------------- | ------------------------------- | ------------------ | ------------------ |
| 三国ヶ丘御幸通 | 1から38、153から156番地         | 堺市立榎小学校     | 堺市立三国丘中学校 |
| 三国ヶ丘御幸通 | 1から38、153から156番地を除く。 | 堺市立三国丘小学校 | 堺市立三国丘中学校 |

## 事業所
2021年（令和3年）現在の経済センサス調査による事業所数と従業員数は以下の通りである。
| 町名           | 事業所数  | 従業員数 |
| -------------- | --------- | -------- |
| 三国ヶ丘御幸通 | 178事業所 | 2,231人  |

## 交通

### 鉄道
- 南海高野線 - 堺東駅

### バス
- 南海バス[15]：堺東駅前

### 道路
- 堺中央線（大阪府道30号大阪和泉泉南線）

## 施設
- 堺警察署 堺東駅前交番
- 高島屋堺店
- 三菱UFJ銀行堺東支店
- 三井住友信託銀行堺支店

## 郵便
- 郵便番号：590-0028[3]（集配局：堺郵便局[16]）。

## ギャラリー

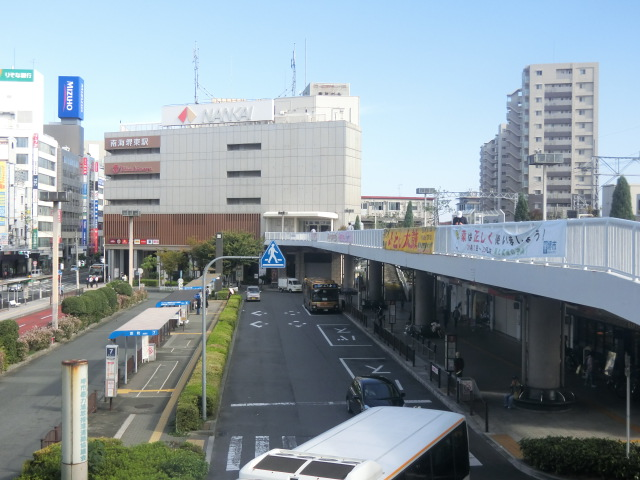
南海高野線堺東駅